# Système de référence de carroyage militaire
 (juin 2014).
Si vous disposez d'ouvrages ou d'articles de référence ou si vous connaissez des sites web de qualité traitant du thème abordé ici, merci de compléter l'article en donnant les références utiles à sa vérifiabilité et en les liant à la section « Notes et références ».
Le système de référence de carroyage militaire ou Military Grid Reference System (MGRS) est le système de coordonnées projetées standard de l'OTAN. Il est dérivé de la projection transverse de Mercator (UTM) et de l'Universal Polar Stereographic (UPS), mais utilise une nomenclature différente. Pour couvrir les régions polaires, MGRS n'utilise pas un dérivée d'UTM mais utilise plutôt les coordonnées du système UPS.
Une coordonnée MGRS est composée :
- d'un fuseau (de 1 à 60) correspondant à la projection transverse Mercator
- d'une lettre faisant partie d'une bande de 20 lettres alphabétiques de C à X en omettant les lettres I et O
- d'un digramme (séquence de deux lettres consécutives) correspondant à un carré de 100 km par 100 km
- d'un couple d'abscisse et ordonnée exprimées le plus souvent en kilomètres (2 chiffres), hectomètres (3 chiffres) ou mètres (5 chiffres)

Par exemple, une coordonnée UTM métrique 31T 0503400 1230000 pourra être exprimée en MGRS métrique en 31T EN 03400 30000, ou hectométrique en 31T EN 034 300.
Le principe des coordonnées MGRS, et la grille de correspondance entre les carrés de 100 km et les digrammes de zone sont définis dans le document OTAN STANAG 2211.

## Différence entre UTM et MGRS
Chacune des 60 zones UTM fait 6° de longitude (6° * 60 = 360°), numérotée de 1 à 60. Elles sont intersectées par 20 bandes de 8° de latitude (nommées dans un alphabet de C à X en omettant I et O) (il y a des exceptions). Cette grille définit le zonage UTM où chaque zone de la grille est désignée par un numéro suivi d'une lettre (par exemple 31T comme donné précédemment).
Là où UTM utilise ensuite un système de coordonnées métriques dans chaque zone, MGRS raffine le système UTM, en définissant une grille de carroyage de 100x100km dans chaque zone UTM. Chaque carreau est dénotée par un digramme de 2 lettres (EN dans notre exemple). Ce n'est seulement qu'ensuite que MGRS utilise un système de coordonnées métriques dans chaque zone de 100x100 km.
Chaque mètre carré dans une zone MGRS 100x100km est référencé par ses coordonnées (en mètre), Est puis Nord, pouvant aller de 00000 à 99999. Les coordonnées Est sont prises à partir du bord gauche du carreau MGRS, Nord à partir du bord du bas (sud).
Le nombre de chiffres après le digramme de zone MGRS est toujours pair : 0 ou 2, ou 4 ou 6 ou 8 ou 10 (voir ci-dessous). Cela permet donc de retrouver les coordonnées Est et Nord, Est en premier, Nord en second.

### Précision variable
On peut aller d'une précision métrique en utilisant 5 chiffres pour chaque coordonnée ou aucune pour seulement spécifier la zone 100x100km. Il faut toujours tronquer et non arrondir quand on veut simplifier une notation:
- 31T EN 03400 30000, précision métrique
- 31T EN 0340 3000, précision décamétrique
- 31T EN 034 300, précision hectométrique
- 31T EN 03 30, précision kilométrique
- 31T EN 0 3, précision 10 km
- 31T EN, précision 100 km

A noter que les espaces sont utilisés ici pour améliorer la lisibilité, mais on note plutôt 31TEN0340030000ou 31TEN03 ou 31TEN.

## Canada

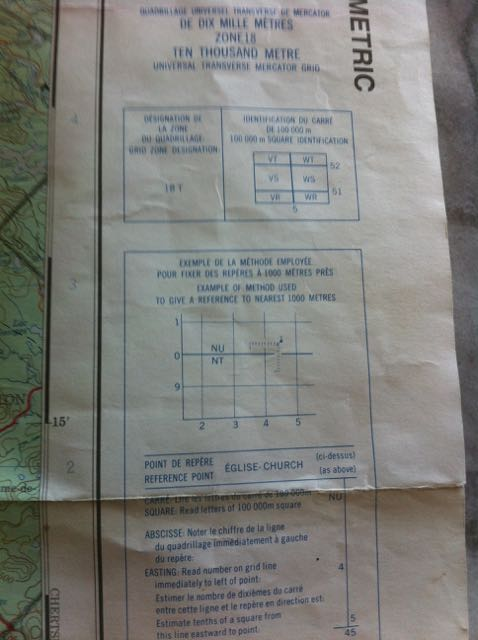
Extrait d'une carte topographique canadienne 1:250K donnant des explications sur le MGRS.

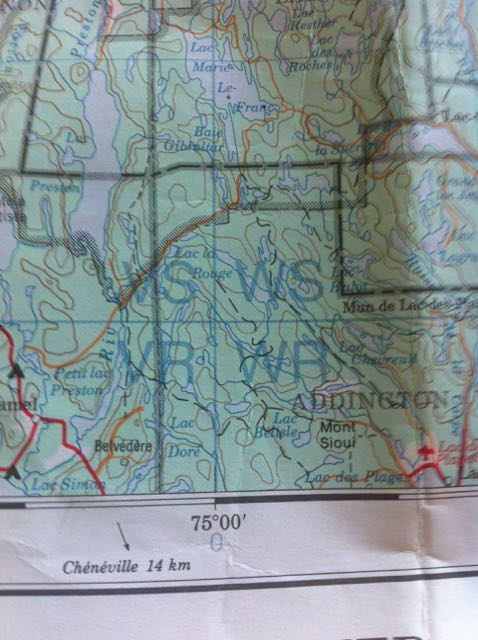
Identificateurs d'un carrés de 10000 km2 imprimés sur une carte topographique canadienne.

Au Canada les cartes topographiques publiées par le Ministère fédéral de Ressources Naturelles à l'échelle 1:50000 et 1:250000 ont une grille UTM/MGRS en surimpression. On retrouve en marge, les indicateurs de zone, des carrés de 100 km x 100 km ainsi que des explications permettant de déterminer une position sur la carte à l'aide de coordonnées MGRS. Le MGRS est très similaire et compatible avec le système de référence géo-spatial national des États-Unis. (Voir: en:United States National Grid ).
Par exemple, sur la carte topographique 1:250000 identifiée "31 J Mont-Laurier", dont on voit des extraits ci-contre, on peut voir le point de jonction entre les carrés de 10 000 km2 18TVR, 18TWR, 18TVS et 18TWS. En se référant aux explications en marge de la carte, on sait que ce point est située à 5 100 km au nord de l'équateur et fort précisément au centre du fuseau UTM numéro 18 (le 75 degrés de longitude ouest). La norme UTM/MGRS prescrit que le méridien central d'une zone UTM doit être identifié comme étant au kilomètre 500, ce qui évite d'avoir des coordonnées négatives quand on se déplace vers l'ouest.
En regardant sur la carte, on voit un terrain de camping à environ 3 km du village de Duhamel. La cote MGRS de ce terrain de camping est donc: MGRS 18T VR 93 99 (à plus ou moins 1 km dans chaque direction). En utilisant une carte topographique ayant une échelle de 1:50000, la précision serait à 100 m près dans les deux directions.

## Référence
- Gouvernement du Canada (Ressources Naturelles): Système militaire de quadrillage de référence
- Gouvernement du Québec (Banque de terminologie): Traduction en français de MGRS et définitions
- (en) Gouvernement des États-Unis (Agence nationale de renseignement géospatial): Explications sur le MGRS